# 希科里芒廷鎮區 (北卡羅萊納州查塔姆縣)
希科里芒廷鎮區（英語：Hickory Mountain Township）是位於美國北卡羅萊納州查塔姆縣的一個鎮區。

## 地方資料
希科里芒廷鎮區的面積為157.21平方千米，皆為陸地。根據2020年美國人口普查的數據，當地共有人口3072人，而人口密度為每平方千米19.54人。